# Milka Milinković
Milka Milinković (Sanski Most, 7 aprile 1955 – Fiume, 13 giugno 2017) è stata un'atleta paralimpica croata. Era una delle atlete paralimpiche più vincenti della Croazia nonché la prima medaglia paralimpica della Croazia dopo l'indipendenza. Prese parte a nove Paralimpiadi rappresentando la Jugoslavia dal 1972 al 1988 e la Croazia dal 1992 al 2016.
Nel 1968, quando aveva solo 13 anni, Milinković restò paralizzata a seguito di una caduta da un albero. Fu curato in un centro di riabilitazione a Porto Re.
Morì nel 2017 a causa di una lunga malattia in un ospedale di Fiume a 62 anni.

## Palmarès

### Per laJugoslavia
| Anno | Manifestazione     | Sede                      | Evento                   | Risultato | Prestazione | Note |
| ---- | ------------------ | ------------------------- | ------------------------ | --------- | ----------- | ---- |
| 1972 | Giochi paralimpici | Heidelberg                | 60 metri in carrozzina 4 | Argento   |             |      |
| 1972 | Giochi paralimpici | Heidelberg                | Lancio del giavellotto 4 | Bronzo    |             |      |
| 1980 | Giochi paralimpici | Arnhem                    | Getto del peso 4         | Bronzo    |             |      |
| 1980 | Giochi paralimpici | Arnhem                    | Lancio del giavellotto 4 | Bronzo    |             |      |
| 1984 | Giochi paralimpici | Stoke Mandeville New York | Getto del peso 3         | Argento   |             |      |
| 1984 | Giochi paralimpici | Stoke Mandeville New York | Lancio del giavellotto 3 | Oro       |             |      |
| 1988 | Giochi paralimpici | Seul                      | Getto del peso 4         | Oro       |             |      |

### Per laCroazia
| Anno | Manifestazione     | Sede       | Evento                      | Risultato | Prestazione | Note |
| ---- | ------------------ | ---------- | --------------------------- | --------- | ----------- | ---- |
| 1992 | Giochi paralimpici | Barcellona | Lancio del giavellotto THW5 | Bronzo    |             |      |